# Eqalugaarsuit
Eqalugaarsuit (antigament Eqalugârssuit) és un poble del sud de Groenlàndia que pertany a la municipalitat de Kujalleq. Es troba al sud-est de Qaqortoq i nord-oest d'Alluitsup Paa. La seva població era de 144 habitants l'any 2010.

## Població
La majoria de les poblacions i assentaments del sud de Groenlàndia presenten uns patrons de creixement negatiu durant les últimes dues dècades, i molts assentaments s'han despoblat ràpidament.

## Comunicacions
L'únic mitjà de transport motoritzat són els tractors i els vehicles de tracció a les quatre rodes.
El port té una drassana i un moll de pesca.
Eqalugaarsuit disposa d'un heliport d'una pista de 15 metres (IATA: QFG; ICAO: BGET). L'heliport és operat per Air Greenland com a part del contracte amb el govern amb vols contractats pels pobles de la zona de Nanortalik. La majoria d'aquests vols són de transport de mercaderies i no s'ofereixen en el calendari, encara que es poden fer reserves amb antelació. La majoria d'aquest vols són de transport de mercaderies i no s'ofereixen en el calendari, encara que es pot fer reserves amb antelació. Els horaris de sortida d'aquests vols específics i variables segons les demandes locals d'un dia donat.

## Economia i serveis
Les principals ocupacions i fonts d'ingressos són la caça i la pesca. Actualment hi ha plans d'introduir el bou mesquer a la zona dels voltants com a font d'aliment, obtenció de llana (anomenada quivut) i com a atracció turística.
La població disposa de dos magatzems generals operats pel KNI, una església, una casa de serveis, un camp de futbol i una llar per a ancians.
També té la seva pròpia escola, «Daanialiup Atuarfia» amb 30 alumnes durant l'any 2011. L'escola consta de tres aules, una cuina i una oficina.

## Clima
El clima predominant és l'anomenat clima de tundra. La classificació climàtica de Köppen és ET. La temperatura mitjana anual a Eqalugaarsuit és de 0,2 °C.
| Mesos                  | gen    | feb    | mar    | abr    | mai    | jun   | jul    | ago    | set   | oct    | nov    | des    | any    |
| ---------------------- | ------ | ------ | ------ | ------ | ------ | ----- | ------ | ------ | ----- | ------ | ------ | ------ | ------ |
| Mitjana de les màximes | -2,8°C | -2,1°C | -1,3°C | 2,3°C  | 6,8°C  | 9,4°C | 11,4°C | 11,1°C | 7,7°C | 3,1°C  | 0,0°C  | -2,3°C | 3,6°C  |
| Mitjana de les mínimes | -9,8°C | -9,1°C | -8,5°C | -4,5°C | -0,1°C | 1,8°C | 3,8°C  | 3,9°C  | 1,5°C | -2,2°C | -5,9°C | -8,8°C | -3,1°C |
| Pluja                  | 69mm   | 64mm   | 67mm   | 65mm   | 63mm   | 78mm  | 94mm   | 96mm   | 106mm | 86mm   | 94mm   | 85mm   | 967mm  |